# Filippo Brunelleschi
Filippo Brunelleschi (Filippo di ser Brunellesco Lapi; n. 1377, Florența, Republica Florentină – d. 15 aprilie 1446, Florența, Republica Florentină) a fost un bijutier, inginer constructor, arhitect și sculptor florentin, unul dintre promotorii  Renașterii italiene timpurii. 

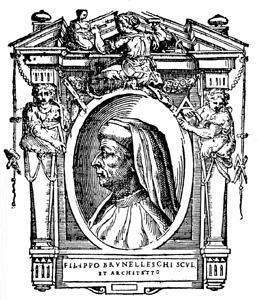
Giorgio Vasari: Fillipo Brunelleschi gravură.

 Alături de Masaccio, Lorenzo Ghiberti și Donatello Brunelleschi a revoluționat arhitectura și arta plastică introducând în spațiul plastic perspectiva (perspectiva liniară), o metodă rațională prin care se putea crea un spațiu tridimensional coerent, omogen și infinit pe o suprafață bidimensională. Printre operele arhitecturale care i-au adus faima se găsesc: loggia Spitalului Inocenților, construită între 1421 și 1424 unde, claritatea, simplitatea și linearitatea constituiau o inovație a timpului său și Domul Santa Maria del Fiore, (Florența, 1420-1436) a cărui cupolă (supranumită „lanterna”) construită fără proptele de sprijin este considerată o capodoperă a arhitecturii italiene din Quattrocento (sec. XV).

## Biografia

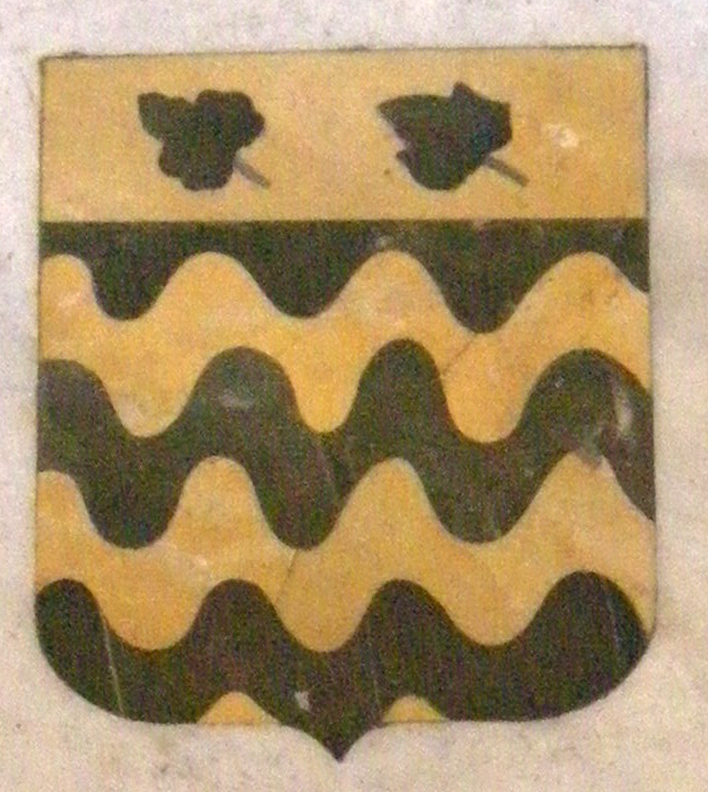
Stemma familiei Lapi, familia de origine a lui Brunelleschi - pavaj în Piața San Marco - Florența

Puținele date asupra copilăriei și tinereții marelui arhitect al renașterii italiene timpurii provin din scrierile lui Antonio Manetti și Giorgio Vasari. Conform acestor surse, Pippo (Filippo) s-a născut ca fiul al doilea dintre cei trei copii ai notarului și avocatului ser Brunellesco di Filippo Lapi (sau Lippo) și al Giulianei di Giovanni Spinelli, dintr-o familie florentină nobilă - una dintre străzile din centrul Florenței îi purta numele. Casa părintească se situa în vecinătatea bisericii Santi Michele e Gaetano, lângă Piazza degli Agli. Se menționează că în 1364, ser Brunellesco Lapi, trimis într-o misiune diplomatică, a avut o întrevedere la Viena cu Împăratul Carol al IV-lea.
Filippo a primit o educație aleasă, cuprinzând matematica și literatura, pentru a ocupa, ca și tatăl său, o funcție publică dar înclinațiile artistice l-au făcut să se alăture ca ucenic și calfă în ghilda mătăsarilor, bijutierilor și lucrătorilor în bronz și alte metale (Arte della Seta), unde devine în 1398 „maestru bijutier”. În această poziție ghilda îi aduce și prima comandă, Ospedale degli Innocenti..

### Activitatea de sculptor

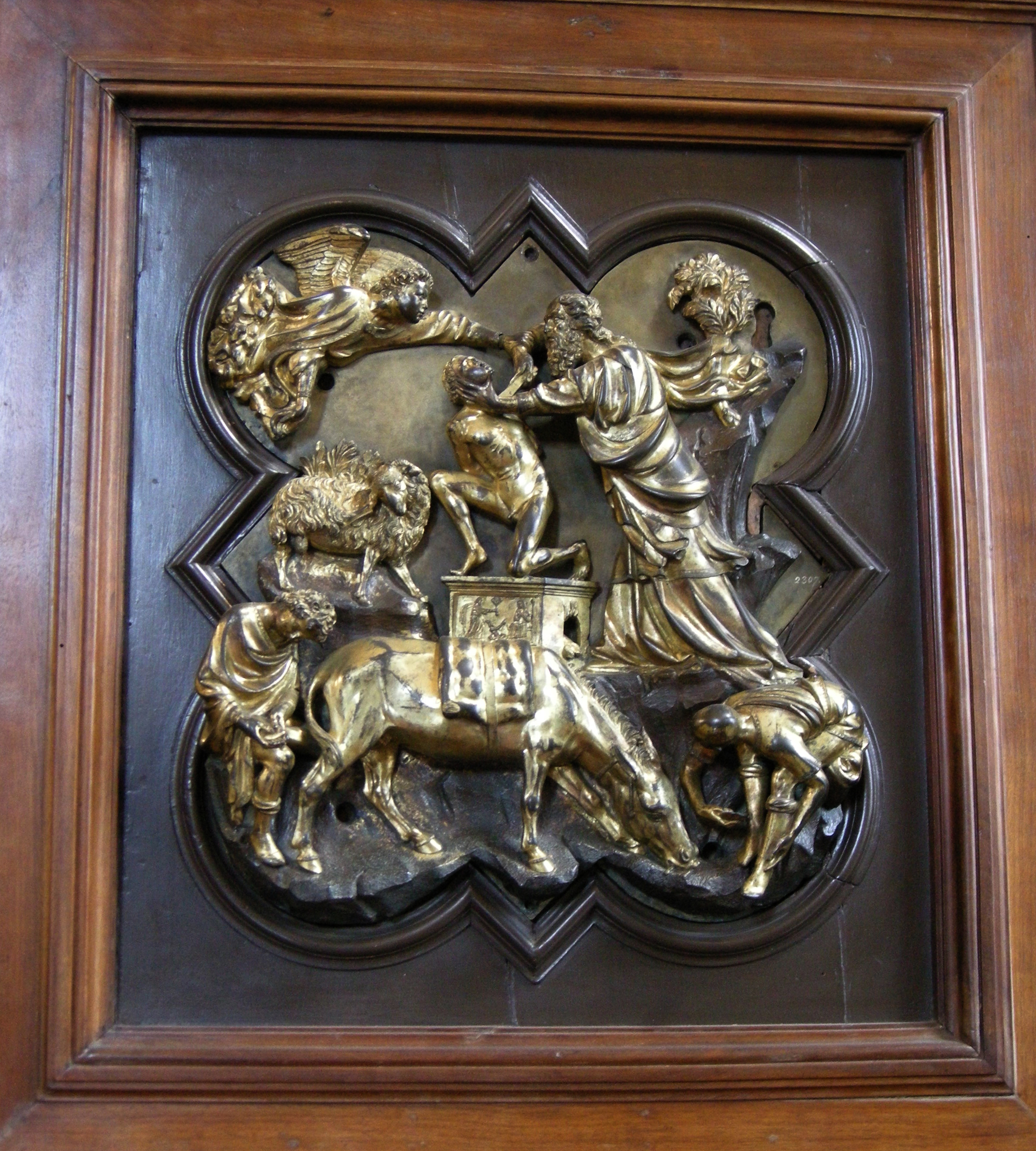
Sacrificiul lui Isaia

Brunelleschi își face ucenicia de artist în atelierul unui aurar din Florența. Este foarte interesat de studiul antichității și face numeroase călătorii la Roma, de multe ori în compania prietenului său, Donatello. Concursul pentru crearea celei de-a doua porți a Baptisteriului catedralei florentine Domul Santa Maria del Fiore (1401) a pus în lumină calitățile sale, câștigând concursul cu relieful său, „Sacrificiul lui Isaia” (Florența, Bargello), ex aequo (în latină la egalitate) cu Lorenzo Ghiberti. Brunelleschi s-a simțit frustrat, a refuzat să colaboreze cu Ghiberti și și-a încetat activitatea sa ca sculptor, care mai cuprindea și capodopere, ca „Profeții” și „Părinții Bisericii”.

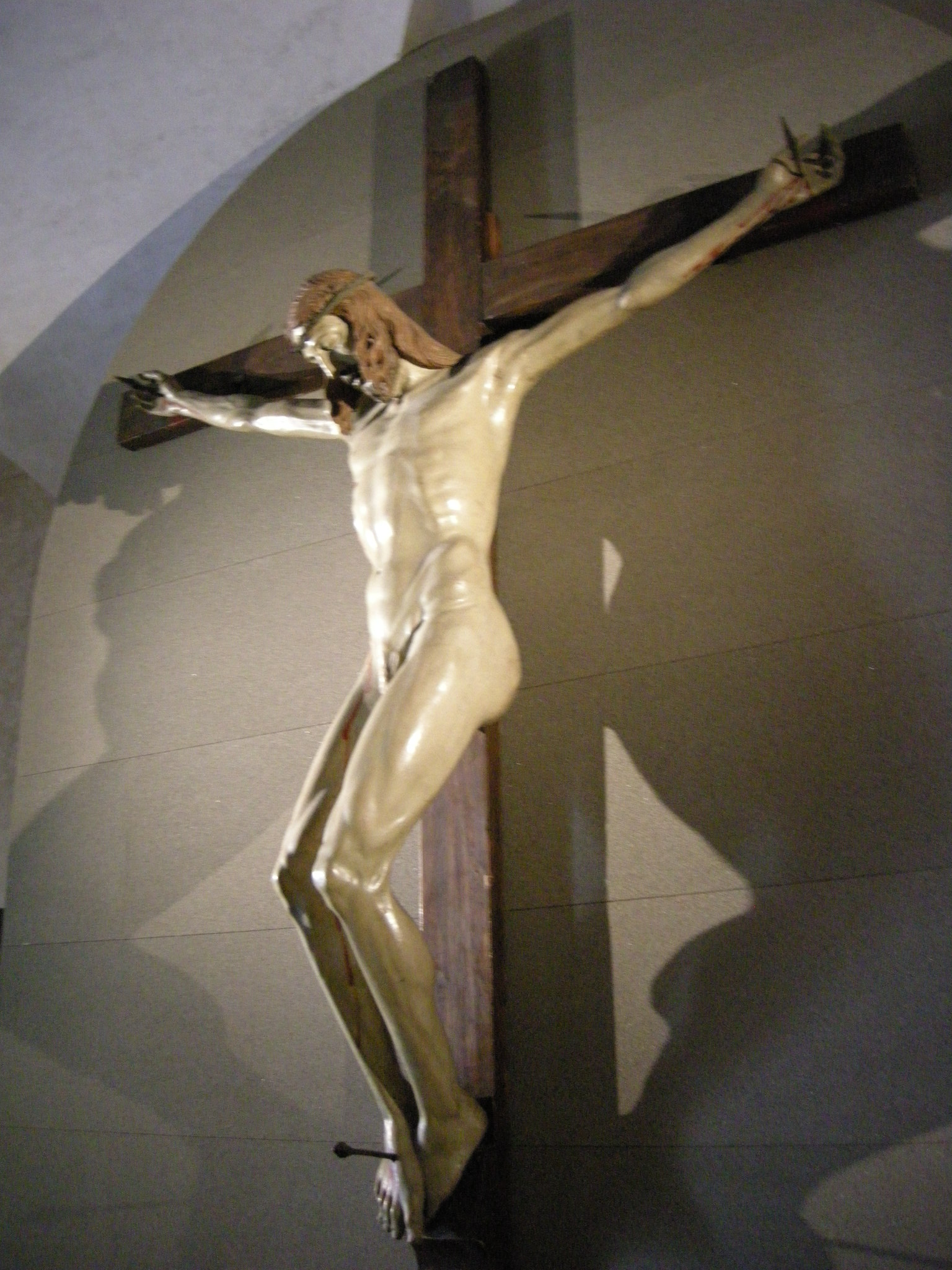
Crocifisso ligneo

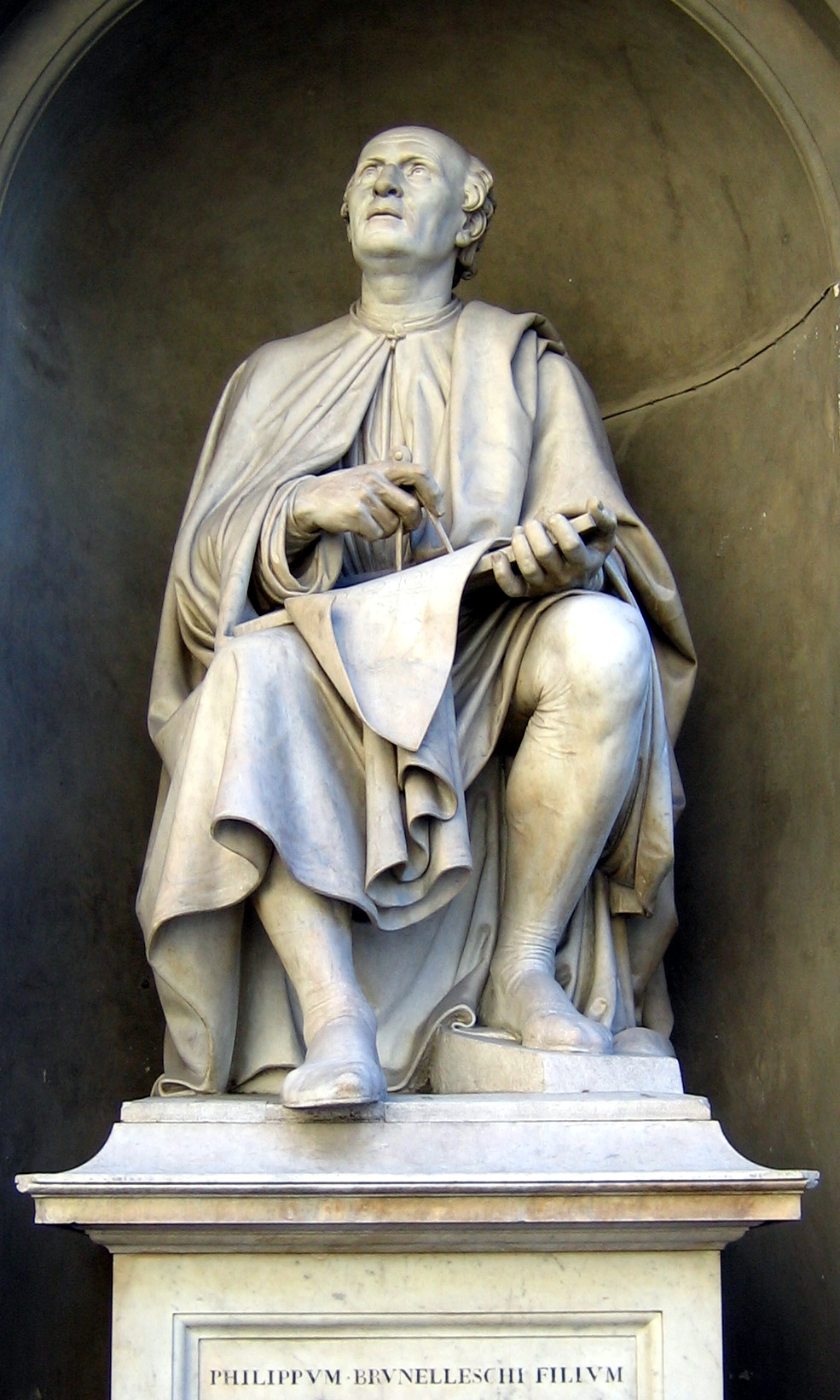
Luigi Pampaloni: Statuia lui Brunelleschi privindu-și cupola constrită de el - piața Domului Santa Maria del Fiore Florența

Brunelleschi: Cupola Domului Santa Maria del Fiore

A revenit la sculptură în 1420 cu „Crucifixul Capelei Santa Maria Novella” (sculptat, conform unei anecdote a vremii răspândită de Vasari, la întrecere cu Donatello care lucra în acea vreme la crucifixul bisericii florentine „Santa Croce”) și continuând cu „Evangheliștii”  din Capella dei Pazzi. Crucifixul lui Brunelleschi, cu proporțiile perfect armonizate, a fost mult mai reușit decât cel realizat de Donatello (și considerat cu ironie de Brunelleschi ca fiind prea primitiv și țărănesc).

### Activitatea de arhitect
Interesul lui Brunelleschi pentru matematică (a fost prieten bun cu matematicianul Paolo dal Pozzo Toscanelli) și studiul monumentelor antice l-au îndreptat spre arhitectură, vizând încă din 1409 catedrala florentină Santa Maria del Fiore, care se afla în construcție. L-a preocupat îndeosebi, problema cupolei și, la concursul din 1418 a prezentat un model cu care a câștigat concursul, din nou, ex-aequo cu Ghiberti. Calitățile soluției tehnice propuse de el i-au fost recunoscute abia în 1423 când i-a fost încredințată responsabilitatea executării  lucrărilor. Realizarea cupolei, care urma să fie foarte amplă și la mare înălțime, prezenta numeroase probleme. Brunelleschi a conceput o structură din cărămizi dispuse în formă de spinare de pește care permitea înălțarea boltei fără a mai fi nevoie de elemente susținătoare și cu o formă perfectă de arc, întreaga suprafață fiind împărțită în opt porțiuni. În înaltul cupolei se află candelabrul circular, care reprezintă elementul central al catedralei.
Cu această lucrare, Brunelleschi a pus bazele arhitecturii renascentiste: a fost inițiatorul noii tehnici, învățată din studiul monumentelor antice, care i-a permis să ridice maiestuoasa cupolă fără a fi nevoie de armături dar, mai ales, a fost inițiatorul unei noi ideologii în arhitectură.
Odată cu Brunelleschi, arhitectul a încetat să fie doar maistrul zidar medieval, ci proiectantul în măsură să rezolve problemele cu ajutorul intelectului. Arhitectura lui Brunelleschi este una rațională bazată pe linearitatea prospectivă și pe modularea exactă a spațiului. El a revoluționat spațiul plastic introducând metoda perspectivei liniare, o metodă rațională, deci o convenție, prin care se crea un spațiu tridimensional coerent, omogen și infinit pe o suprafață bidimensională, iluzia unui spațiu spectaculos, creat și controlat matematic.
„Loggia Spitalului Inocenților”, construită de Brunelleschi între 1421 și 1424, se remarcă prin  claritatea, simplitatea și linearitatea, care reprezintă o inovație a timpului.
În jurul anului 1423 Brunelleschi a început construirea „Bisericii San Lorenzo”, care va fi terminată în 1428, odată cu construirea sacristiei. În interior, biserica este compusă din trei navete despărțite de arcuri care reiau motive din Loggia și care dau iluzia de profunzime a spațiului. Sacristia este un intrând cubic cu cupola în formă de emisferă împărțită în 12 porțiuni.

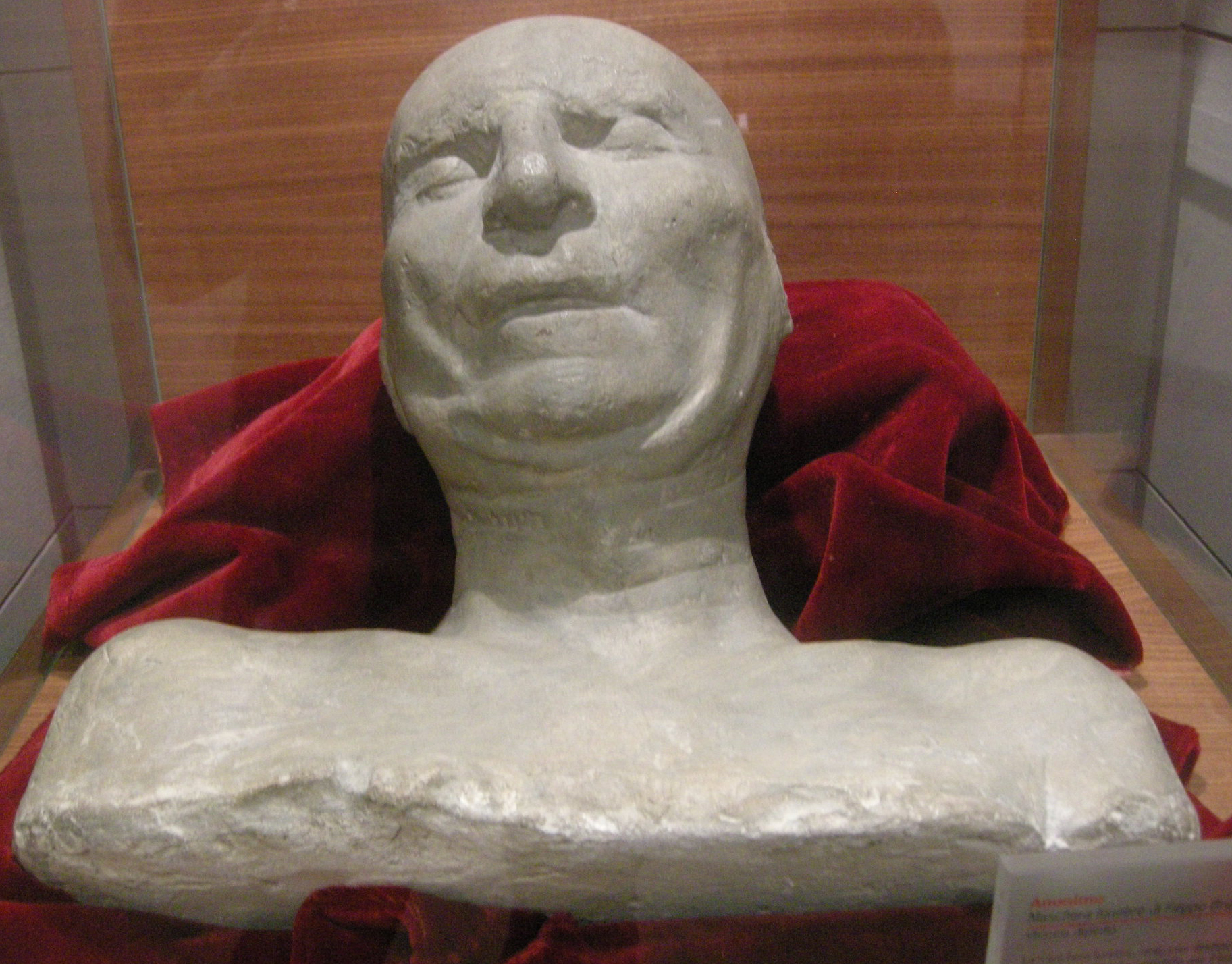
Masca funerară a lui Brunelleschi (1456), Museo dell'Opera del Duomo, Florența

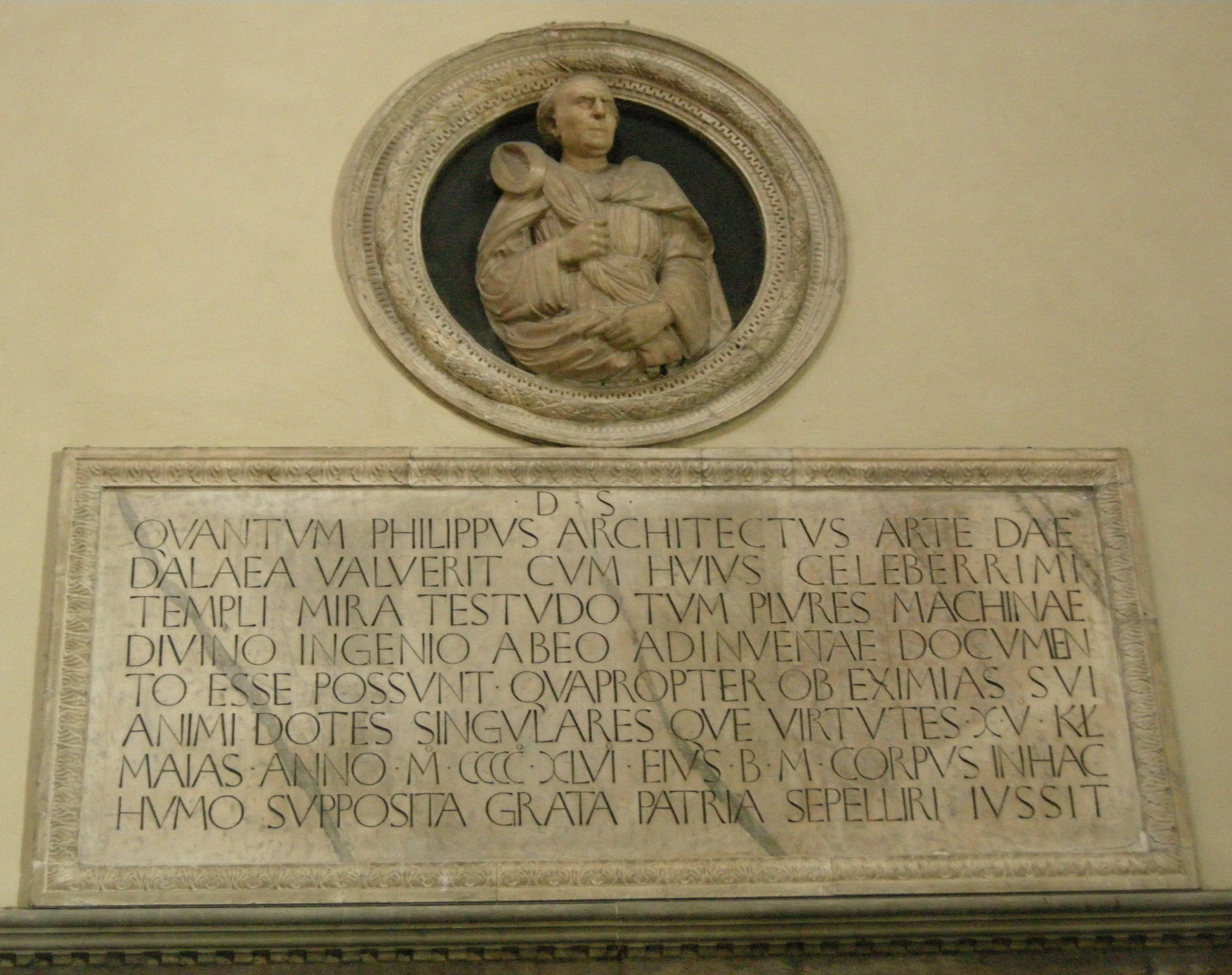
Buggiano: Basorelief-medalion cu bustul și epitaful lui Brunelleschi - în Domul Santa Maria del Fiore, (1446)

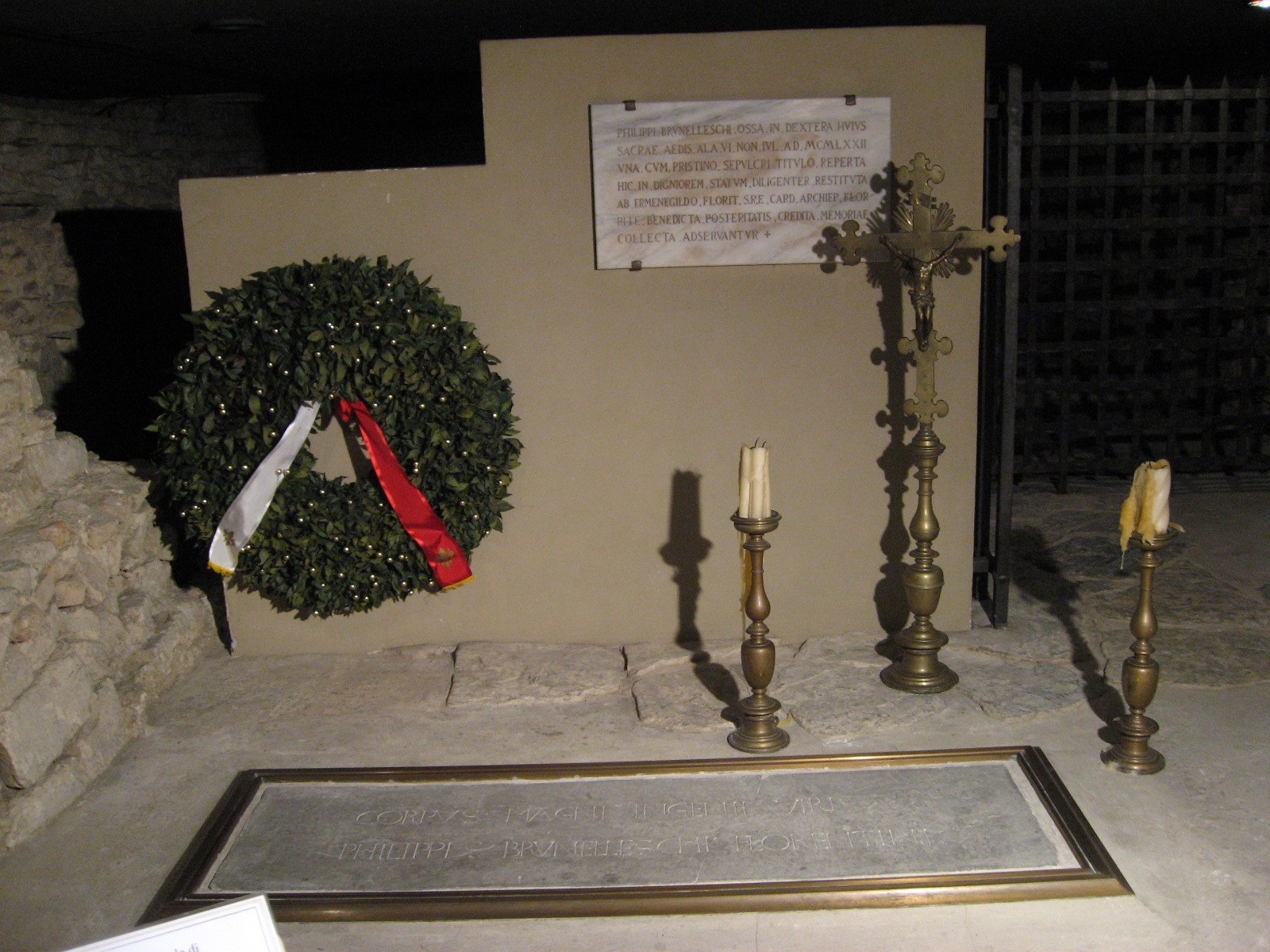
Mormântul lui Brunelleschi în Domul Santa Maria del Fiore, aprilie 2008

Între 1430 și 1444, Brunelleschi a construit pentru familia Pazzi, Capela Santa Croce. După moartea sa, lucrările la portic, continuate de un elev al maestrului, au rămas neterminate. 
În 1444, Brunelleschi a lucrat la reconstruirea impunătoarei și monumentalei biserici „Santo Spirito”.
În afară de arhitectura religioasă, Brunelleschi a activat și ca arhitect și inginer militar, inventator al unor mașini, arhitect civil (a contribuit la construirea „Palatului Parte Guelfa” și a „Palatului  Pizzi” – 1440).
Filippo Brunelleschi a murit la Florența în 1446 fiind înmormântat în catedrala Santa Maria del Fiore. Mormântul său, rămas necunoscut timp de secole, a fost identificat în 1972.

## Opere
- Arhitectul și constructorul Domului Santa Maria del Fiore, cu

celebra „lanternă” (cupolă), (Florența, 1420-1436).
- Loggia Spitalului Inocenților din Piazza della Santissima Annunziata (Florența, 1419-1424).
- Biserica și sacristia San Lorenzo (Florența, 1419).
- Biserica Santa Croce (Florența, 1430).
- Biserica Santo Spirito (Florența, 1434).
- Capela familiei Pazzi din Florența.
- „Rotonda dei Angeli” (Florența, 1434).
- Fortificațiile de la Vicopisano.
- „La Tavoletta” (1415).